# Café Novelty
Pour les articles homonymes, voir Novelty.
 (août 2022).
Si vous disposez d'ouvrages ou d'articles de référence ou si vous connaissez des sites web de qualité traitant du thème abordé ici, merci de compléter l'article en donnant les références utiles à sa vérifiabilité et en les liant à la section « Notes et références ».
Le Café Novelty est le plus ancien café existant dans la ville universitaire espagnole de Salamanque. Il fut fondé en 1905 sur Plaza Mayor.